# Пріклі-Пеар-Кей-Іст
Пріклі-Пеар-Кей-Іст (англ. Prickly Pear Cay East) — кораловий безлюдний острів британської заморської території Ангілья (Британські заморські території), що на півночі Навітряних Малих Антильських островах у Карибському морі Атлантичного океану. Площа острова 0,33 км². Острів знаходиться приблизно за 16 км на північний захід від столиці, міста Валлі на острові Ангілья.